# Кібервійни
Кібервійни (кит.: 流放 化身,' 'Matrix Hunter' 'в Японії на DVD і США,' 'Avatar Exile' '- робоча назва,' 'Cyber Wars' 'на DVD в США) — сінгапурський фільм в жанрі наукової фантастики і зокрема кіберпанку, знятий у 2001 році і випущений у 2004 році.

## Сюжет
У близькому майбутньому (2024 році) практично кожен підключений до глобальної мережі Кіберлінк за допомогою введеного ідентифікаційного мікрочипа.
Злочинці, звані нейроморфами, використовують зламані чипи, відомі як «SIM» (Simulated Identity iMplants  — симулятор ідентифікаційного імплантату).
Жінка-найманець Деш МакКензі з приголомшливою репутацією отримує замовлення на пошук людини, колишнього працівника однієї з корпорацій, який купив SIM. У процесі пошуків їй вдається виявити, що лідерами п'яти найбільших корпорацій ведеться «гра» по маніпуляції суспільством.

## У ролях
- Женев'єв О'Рейлі — найманець Деш МакКензі
- Ван Лоюн — Віктор Хуан, поліціянт
- Девід Ворнер — Джозеф Лау, глава корпорації
- Джоан Чун Чень — мадам Онг, глава корпорації
- Вільям Сандерсон — Райлі

## Прокат
В Сінгапурі фільм був показаний — 7 березня 2005 року в кінотеатрах, потім в США, 11 квітня 2006 року на DVD. Також фільм був показаний в  Австралії.